# Liga Musulmana
Liga Musulmana o  Liga Musulmana Panindia (en inglés, All India Muslim League, en bengalí: নিখিল ভারত মুসলিম লিগ, en urdu: آل انڈیا مسلم لیگ), fundada en Daca en 1906, fue un partido político de la India británica que luchó por la creación de Pakistán como un estado musulmán independiente en el Subcontinente Indio. Después de la independencia de la India y Pakistán, la Liga continuó como un partido político menor en la India, sobre todo en Kerala, donde a menudo forma parte del gobierno, frecuentemente en coalición con otros partidos. En Pakistán, la Liga formó el primer gobierno del país, pero se desintegra a partir de 1958 después de un golpe de Estado militar encabezado por Ayub Khan. Una o varias facciones de la Liga Musulmana han estado en el poder en la mayor parte de los gobiernos civiles de Pakistán desde 1947. En Bangladés, el partido fue revivido en 1976 y ganó 14 escaños en la elección parlamentaria de 1979. Desde entonces se ha convertido en un partido de poca importancia.

## Antecedentes
El dominio musulmán se impuso en el norte de India entre los siglos VII y XIV. El Imperio Mogol túrquico musulmán gobernó la mayor parte de la India desde principios del siglo XVI, pero sufrió un declive importante en el siglo XVIII. Este declive del Imperio Mogol y de sus estados sucesores como Avadh, condujo a un sentimiento de insatisfacción entre las élites musulmanas. Los musulmanes representaban aproximadamente el 25-30 % de la población de la India británica y constituían la mayoría de la población en Baluchistan, Bengala del este, el valle de Cachemira, la Provincia fronteriza del noroeste, la región de Panyab, y la región Sindh de la Presidencia de Bombay.
A finales del siglo XIX se desarrolló un movimiento indio nacionalista que desembocó en el Congreso Nacional Indio que fue fundado en 1885 como un foro y se convirtió posteriormente en un partido político. El congreso no hizo ningún esfuerzo consciente para reclutar a la comunidad musulmana en su lucha por la independencia india. Aunque algunos musulmanes fueron activos en el congreso, la mayoría de los líderes no confió en el predominio hindú y la mayor parte permanecieron poco dispuestos a unirse al partido del congreso.
El punto decisivo fue en 1900, cuando la administración británica en el estado hindú más grande, las Provincias Unidas (ahora Uttar Pradesh), accedió a las demandas hindúes e hizo del hindi, escrito en Devanagari, la lengua oficial. Esto pareció agravar los temores de los musulmanes de que la mayoría hindú procuraría suprimir la cultura y la religión musulmana en la India independiente. Un funcionario británico, sir Percival Griffiths, escribió sobre estas percepciones: «la creencia musulmana es que sus intereses deben ser considerados como completamente separados de aquellos de los hindúes y que ninguna fusión de las dos comunidades es posible».

## Fundación
La reunión para la fundación de la Liga tuvo lugar el 30 de diciembre de 1906, en ocasión del evento anual de la Conferencia Educativa Mahometana «All India» en Daca y el anfitrión fue Nawab Sir Khwaja Salimullah Bahadur. La reunión tuvo una asistencia de tres mil delegados y fue presidida por Nawab Waqar-ul-Mulk y Nawab Muhasan-ul-Mulk.

## Primeros años
Sir Sultán Mahommed Shah Aga Khan III fue elegido primer presidente honorario de la Liga Musulmana. La oficina central se estableció en Lucknow. Se nombraron seis vicepresidentes, un secretario y dos secretarios adjuntos, que al principio fueron designados por un término de tres años, todos de diferentes provincias. Los principios de la Liga fueron expuestos en el Libro Verde, el cual incluyó la constitución de la organización, escrita por Maulana Mohammad Ali. Sus objetivos en esta etapa no incluían el establecimiento de un estado musulmán independiente, más bien se concentraron en la protección de las libertades y derechos musulmanes, la promoción del entendimiento entre la comunidad musulmana y los otros hindúes, la educación de la comunidad musulmana e hindú en general, sobre las acciones del gobierno y la violencia desalentadora.
Entre aquellos musulmanes en el Congreso que al principio no se unieron al AIML, se encontraba Muhammed Ali Jinnah, un prominente abogado y estadista de Bombay. Esto sucedió porque el primer artículo en la plataforma de la Liga fue: «Promover entre los musulmanes de la India sentimientos de lealtad al Gobierno británico». Jinnah no se unió a la Liga hasta 1913, cuando esta cambió su plataforma hacia buscar la independencia de la India, como reacción contra la decisión británica de revertir la Partición de Bengala de 1905, que la Liga consideró como una traición a los musulmanes Bengalíes. En esta etapa Jinnah creía posible la cooperación musulmana-hindú para alcanzar una India independiente y unida, aunque él argumentaba que debería garantizarse a los musulmanes un tercio de los asientos en cualquier parlamento hindú.
Jinnah fue presidente de la Liga Musulmana en 1916, y negoció el Pacto de Lucknow con el Congreso, en el cual el Congreso concedió el principio de electorados separados y la representación ponderada para la comunidad musulmana. Pero Jinnah rompería con el Congreso en 1920, cuando el líder de este, Mohandas Karamchand Gandhi, lanzó una ley que violaba el Movimiento de no cooperación contra los Británicos, lo cual Jinnah desaprobó. Jinnah también estaba convencido de que el Congreso renunciaría a dar su apoyo a electorados separados para musulmanes, lo que hizo realidad en 1928.

## La búsqueda de la solución

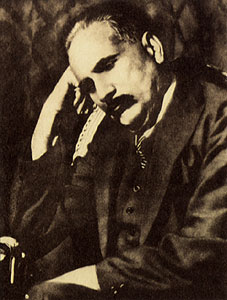
Muhammad Iqbal.

Jinnah se desilusionó de la política después del fracaso de su tentativa de formar una alianza hindú-musulmana y pasó la mayor parte de los años 1920 en Gran Bretaña. El mando de la Liga fue asumido por sir Muhammad Iqbal, quien fue el primero en proponer la creación de un estado musulmán separado de la India en 1930. La «Teoría de dos naciones», la creencia de que los hindúes y musulmanes eran dos naciones diferentes que no podían vivir en un país, ganó popularidad entre los musulmanes. La solución de los dos estados fue rechazada por los líderes del Congreso, que favorecían una India unida, basada en una identidad nacional compuesta. La política de Iqbal de unir la Provincia Fronteriza del Noroeste, Baluchistan, Punjab y Sindh en un nuevo estado musulmán de mayoría, unió a muchas facciones de la Liga.
En 1927 los británicos propusieron una constitución para la India, como recomendó la Comisión Simon, pero fallaron en reconciliar a todos los partidos. Los británicos entonces volcaron el asunto a la Liga y el Congreso y en 1928, un Congreso de todos los partidos fue convocado en Delhi. La tentativa falló, pero fueron realizadas dos conferencias más. En la conferencia de Bombay en mayo, se acordó que un pequeño comité debería trabajar en la constitución. Un prominente líder del Congreso Motilal Nehru (padre de Jawaharlal) encabezó el comité, que incluyó a dos musulmanes, Syed Ali el Imán y Shoaib Quereshi.
La Liga, sin embargo, rechazó la propuesta que entregó el comité (llamada Informe Nehru), argumentando que se dio muy poca representación (un 25%) a los musulmanes, que se había establecido el Devanagari como lengua oficial y exigido que la India se convirtiera en un estado unitario de facto, con poderes residuales que descansan en el centro —la Liga había exigido al menos una tercera parte de la representación en la legislatura y autonomía para las provincias musulmanas. Jinnah reportó se habían «bifurcado los caminos» después de que su solicitud de realizar enmiendas menores a la propuesta fueron rechazadas rotundamente, las relaciones entre el Congreso y la Liga comenzaron a agriarse. 
La elección en Gran Bretaña del gobierno laborista de Ramsay MacDonald en 1929, abasteció de combustible la creación de nuevas esperanzas para el progreso hacia la autonomía en India. Gandhi viajó a Londres, afirmando que representaba a todos los hindúes y criticando a la Liga como sectaria y divisiva. Se sostuvieron una serie de conversaciones, pero fue poco lo que se consiguió, ya que Gandhi y la Liga fueron incapaces de llegar a un compromiso. La caída del gobierno laborista en 1931 dio fin a este período de optimismo. Sir Muhammad Zafrulla presidió la reunión en Delhi de la Liga de Musulmana All India en 1931 y abogó por la causa de los musulmanes.
En la Ley de la India de 1935, los británicos por primera vez propusieron entregar un poder sustancial a legislaturas provinciales, con elecciones a realizarse en 1937. Jinnah volvió a la India y reasumió el mando de la Liga, que ahora percibía a la mayoría hindú como una amenaza. Después de las elecciones la Liga tomó posesión del cargo en Bengala y Punjab, pero el Congreso ganó las sedes en la mayor parte de los otros estados indios y rechazó compartir el poder con la Liga en estados con grandes minorías musulmanas.

## Campaña por Pakistán

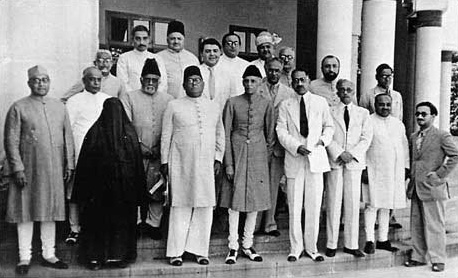
Comité de trabajo de la Liga musulmana en la sesión de Lahore.

En una conferencia de la Liga en Lahore en 1940, Jinnah dijo: «Los hindúes y los musulmanes pertenecen a diferentes religiones, filosofías, costumbres sociales y literatura [...]. Es bastante claro que los hindúes y los musulmanes reciben su inspiración de diferentes fuentes históricas. Tenen epopeyas diferentes, héroes diferentes y episodios diferentes [...]. Unir a tales naciones bajo un solo estado, una como minoría numérica y la otra como mayoría, conducirá a un descontento creciente y la destrucción final de cualquier producto que pueda ser construido por el gobierno de tal estado».
En Lahore la Liga se comprometió de nuevo a la creación de un estado musulmán independiente llamado Pakistán, que incluiría a Sindh, Punjab, la Provincia Fronteriza del Noroeste y Bengala, y que sería «totalmente autónomo y soberano». La resolución garantizaba la protección para las religiones no musulmanas. La Resolución Lahore fue adoptada el 23 de marzo de 1940 y sus principios formaron los fundamentos para la primera constitución del Pakistán. Las conversaciones entre Jinnah y Gandhi en Bombay en 1944, no lograron alcanzar un acuerdo y este fue el último intento de conseguir la creación de un estado único.

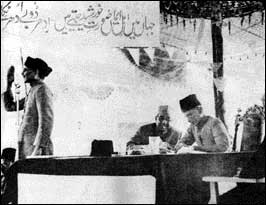
Chaudhry Khaliquzzaman secunda la Resolución de Lahore con Jinnah presidiéndo la sesión.

En los años 1940, Jinnah surgió como el líder de los musulmanes y se le conoció popularmente como Quaid-e-Azam (el Gran Líder). En las elecciones de la Asamblea Constituyente de 1946, la Liga ganó 425 de los 496 asientos reservados para musulmanes (y aproximadamente el 89,2 % de los votos musulmanes) en el debate sobre la política para crear el estado independiente de Pakistán y con la amenaza implícita de secesión si no concediera. Gandhi y Nehru, que con la elección de otro gobierno laborista en 1945, veían la independencia dentro del alcance, se opusieron firmemente a la división de la India. 
De cualquier manera, en 1947 hubo violencia y batallas sangrientas como resultado de los enfrentamientos entre las dos comunidades. Millones de personas migraron de India a Pakistán y viceversa. La situación permaneció tensa todavía después de la formación de gobiernos en ambas naciones. La partición parecía inevitable después de todo, como se refleja en los comentarios de Lord Mountbatten sobre Jinnah: «No había ningún argumento que pudiera mover su determinación incontenible por realizar el sueño imposible de Pakistán».

## Impacto en el futuro político de India y Pakistán
La Liga Musulmana no solamente tuvo un papel fundamental en el Movimiento Nacional, que continuó después de la independencia de la India y la secesión de Pakistán. El 18 de julio de 1947, el parlamento británico aprobó la Ley de Independencia de India la cual finalizó el acuerdo de partición. Los 562 principados tuvieron la oportunidad de elegir entre India y Pakistán. Después de la formación de Pakistán, la Liga Musulmana sobrevivió como un partido menor en la India, pero más tarde se dividió en varios grupos, el más importante de ellos es la Liga Musulmana de la Unión India.

## Sospechoso papel en los asesinatos de Calcuta
1. ↑  Jalal, Ayesha (1994) The Sole Spokesman: Jinnah, the Muslim League and the Demand for Pakistan. Cambridge University Press. ISBN 978-0-521-45850-4
2. ↑  Establishment of All India Muslim League, Story of Pakistan website. Consultado el 11 de mayo de 2007
3. 1 2  «The Lucknow Pact [1916]». Story of Pakistan website. Archivado desde el original el 2 de noviembre de 2009. Consultado el 26 de septiembre de 2009.
4. ↑  Umar M. S. «Biografía de Iqbal». Iqbal Academy Pakistan website. Consultado el 26 de septiembre de 2009.
5. 1 2 3  «March 23, 1940: The Lahore Resolution». Pakistan Times. Archivado desde el original el 22 de abril de 2009. Consultado el 27 de septiembre de 2009.

- Datos: Q223898
- Multimedia: All-India Muslim League / Q223898